# Fredrik Lilljekvist

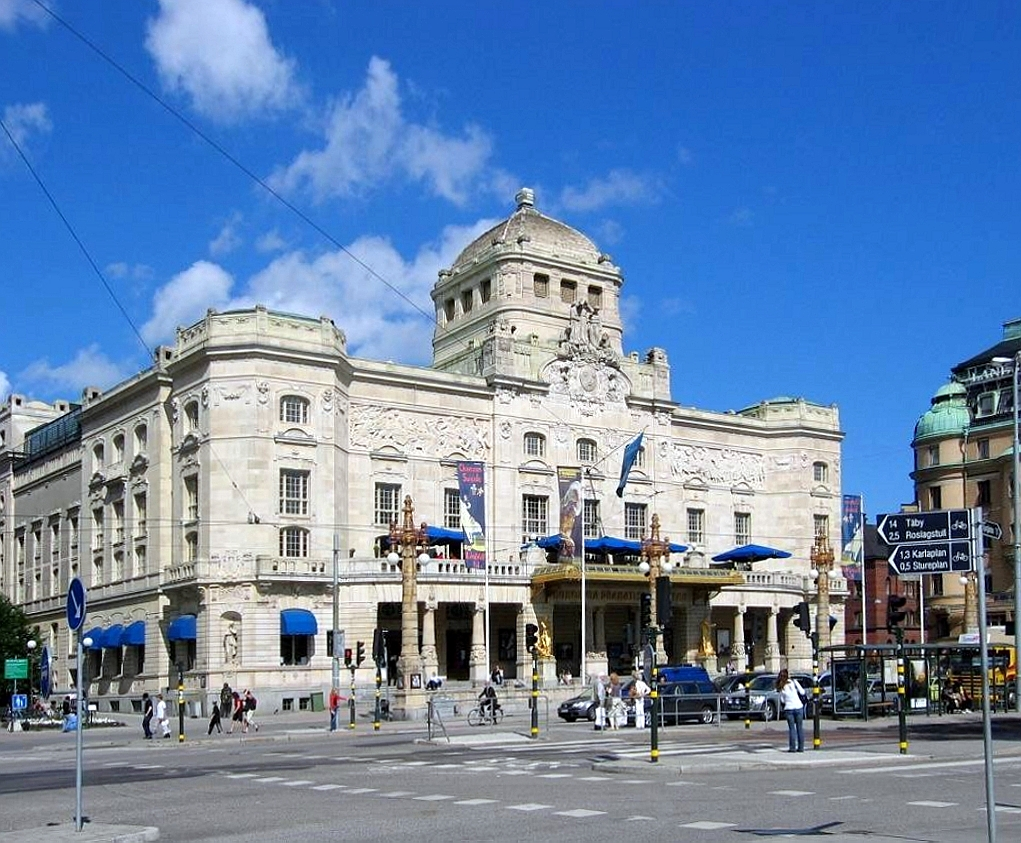
Königliches Dramatisches Theater

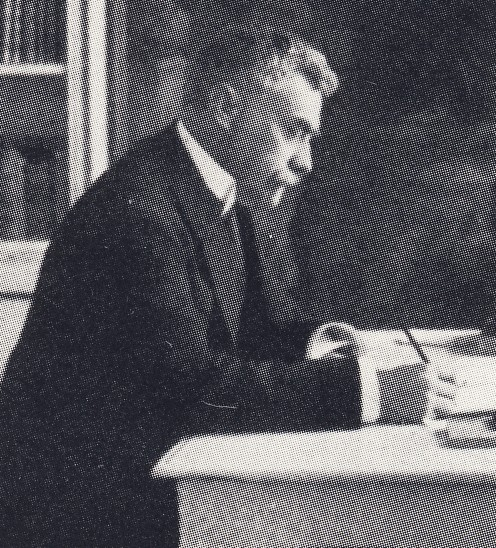

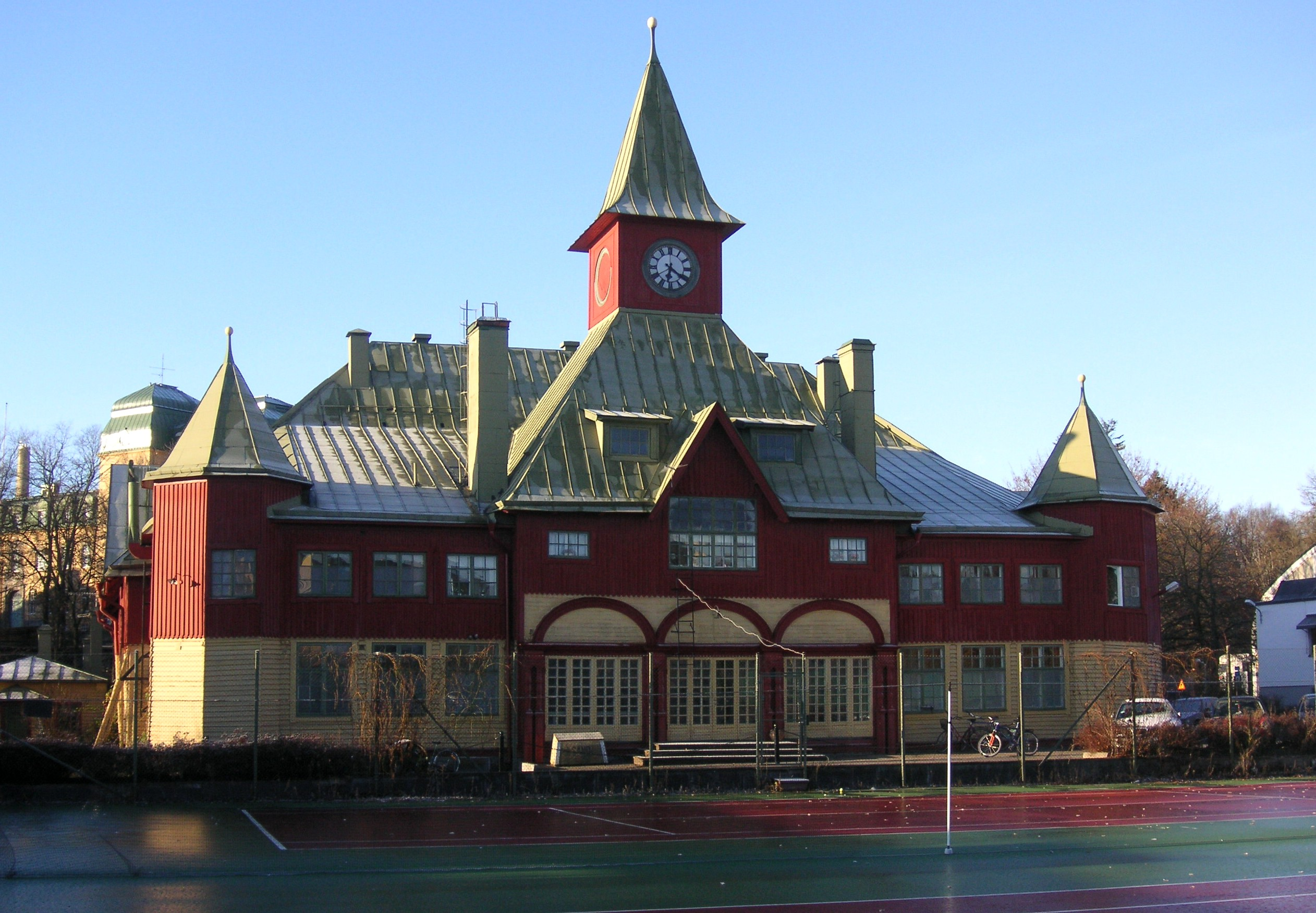
Tennispavillon, 2007

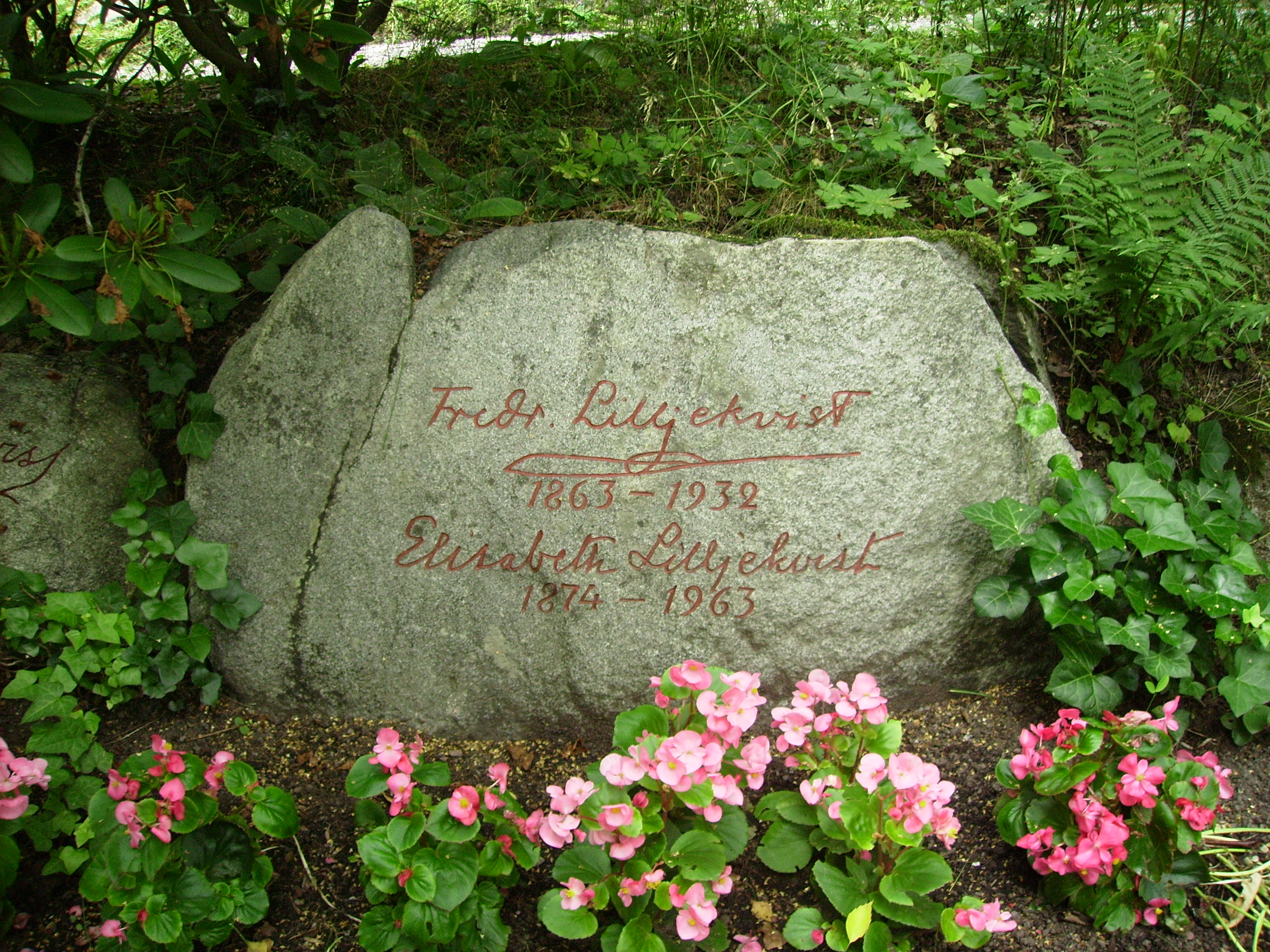
Fredrik Lilljekvists Grab

Johan Fredrik Lilljekvist (* 8. Oktober 1863 in Stockholm; † 18. Dezember 1932 ebenda) war ein schwedischer Architekt, der durch mehrere Jugendstilbauten bekannt wurde.

## Leben
Lilljekvist schloss 1884 erfolgreich seine Ausbildung zum Architekten an der Königlich Technischen Fachhochschule in Stockholm ab und studierte danach bis 1887 an der Kunsthochschule an gleicher Stelle. Im selben Jahr wurde er beim Amt für staatliche Gebäude (Överintendentsämbetet) eingestellt. Dort stieg er zum Chef des Stadtplanungsbüros auf. Lilljekvists Name wird hauptsächlich mit dem Königlich Dramatischen Theater in Stockholm verknüpft, das zwischen 1901 und 1908 entstand. Das Konzept war ein traditionelles Theater mit pferdehufförmigem Salon. Die Fassade ist stark beeinflusst durch den Wiener Secessionstil mit vielen Ornamenten. Der verwendete weiße Marmor entstammt einem Steinbruch nahe dem See Hjälmaren. An der Bearbeitung beteiligten sich mehrere bekannte Bildhauer, unter anderem Carl Milles.
Zwischen 1892 und 1898 war Lilljekvist mit der Restaurierung des Schlosses Gripsholm beschäftigt und für die Stockholmer Ausstellung 1897 schuf er eine Miniaturrekonstruktion von Stockholm, welche die Bebauung im 16. Jahrhundert wiedergab. Den Tennispavillon im Stadtteil Norra Djurgården entwarf er 1896. Der Bau war typisch für den nationalromantischen Stil dieser Zeit. Der Pavillon wurde 1911 etwa 100 m verschoben, um Platz für das Olympiastadion zu schaffen.
Lilljekvist veröffentlichte verschiedene Schriften zu architektonischen und künstlerischen Themen. Er war ab 1898 korrespondierendes Mitglied der Königlich Schwedischen Gelehrsamkeits-, Geschichts- und Antiquitätenakademie und ab 1900 gewähltes Mitglied der Kunstakademie.

## Weitere Werke (Auswahl)
- Hotel Rydberg, Stockholm (Umbau), 1892
- Räntmästarhuset, Stockholm (Renovierung), 1890-tal
- Jägarhyddan, Stockholm 1897
- Dom zu Strängnäs (Restaurierung), 1910
- Kapelle Djursholm, Gemeinde Danderyd
- Sanatorium in Sollefteå
- Kirche von Resmo auf Öland